# Hôtel particulier Kostromine
L'hôtel particulier Kostromine (yсадьба А. И. Костромина) est un ensemble architectural situé dans la ville de Nijni Novgorod en Russie qui fait partie du patrimoine protégé de la fédération de Russie. La maison de maître et l'annexe ont été construites en 1825-1827 par les architectes Ivan Efimov et N. Oujoudemski-Gritsevitch.
L'ensemble consiste en deux bâtiments (la maison de maître et l'annexe) et se trouve au numéros 30-32 de la rue de la Nativité (Rojdestvenskaïa).

## Histoire

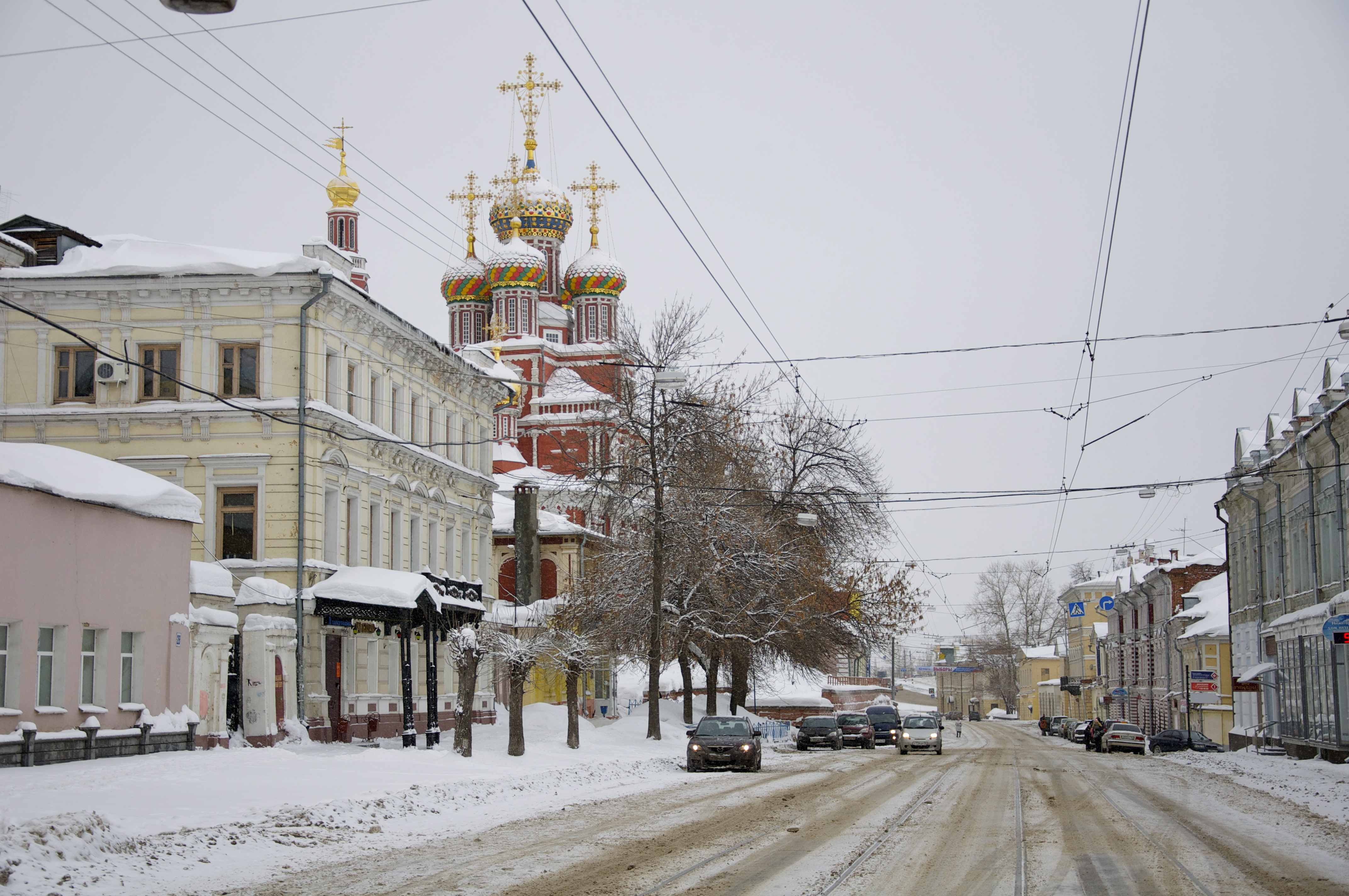
L'hôtel Kostromine contre l'église de la Nativité-de-la-Vierge de Nijni Novgorod.

Le plan général d'urbanisme de la ville est confirmé en 1824 et le riche marchand Alexandre Ivanovitch Kostromine commande à l'architecte Ivan Efimov un hôtel particulier de prestige. Les dessins des façades et les plans sont approuvés le 23 septembre 1825. Et un an plus tard, la demeure est bâtie près de l'église de la Nativité. C'est une maison rectangulaire de pierre de deux étages dont cinq cadres des neuf fenêtres du premier étage sont joliment ornés de frontons et les étages séparés de corniches de stuc. Un balcon de fer forgé au premier étage donne sur la rue. Il est constitué de fins décors dont les éléments (scarabées et piédestaux) se retrouvent sur les consoles et les grilles d'enceinte, le tout ayant été coulé à Vyksa dans les usines des Chepelev.
Le plan de Nijni Novgorod de 1848-1853 montre les limites de la grande maison rectangulaire avec une petite annexe de côté et des communs au fond du jardin vers la colline.
La propriété est achetée au milieu du XIXe siècle par le marchand A. Chouchliaïev qui remplace l'annexe par un édifice d'un étage à mezzanine et fait construire des communs (aujourd'hui disparus) en style néogothique dans la cour. Le projet est approuvé le 25 mai 1856 et accompli par l'architecte N.I. Oujoudemski-Gritsevitch. L'annexe avec des boutiques au rez-de-chaussée et des chambres au premier sépare le terrain de la propriété du terrain de l'église de la Nativité.
À cette époque, une terrasse dominait le jardin et la pente du ravin. La propriété est décrite par l'historien local N.I. Khramtsovski: la propriété «…se trouve du côté gauche de la rue à côté de l'église de la Nativité-de-la-Vierge et derrière la demeure un jardin monte la colline, conférant à la propriété une grande beauté surtout pendant l'été ».

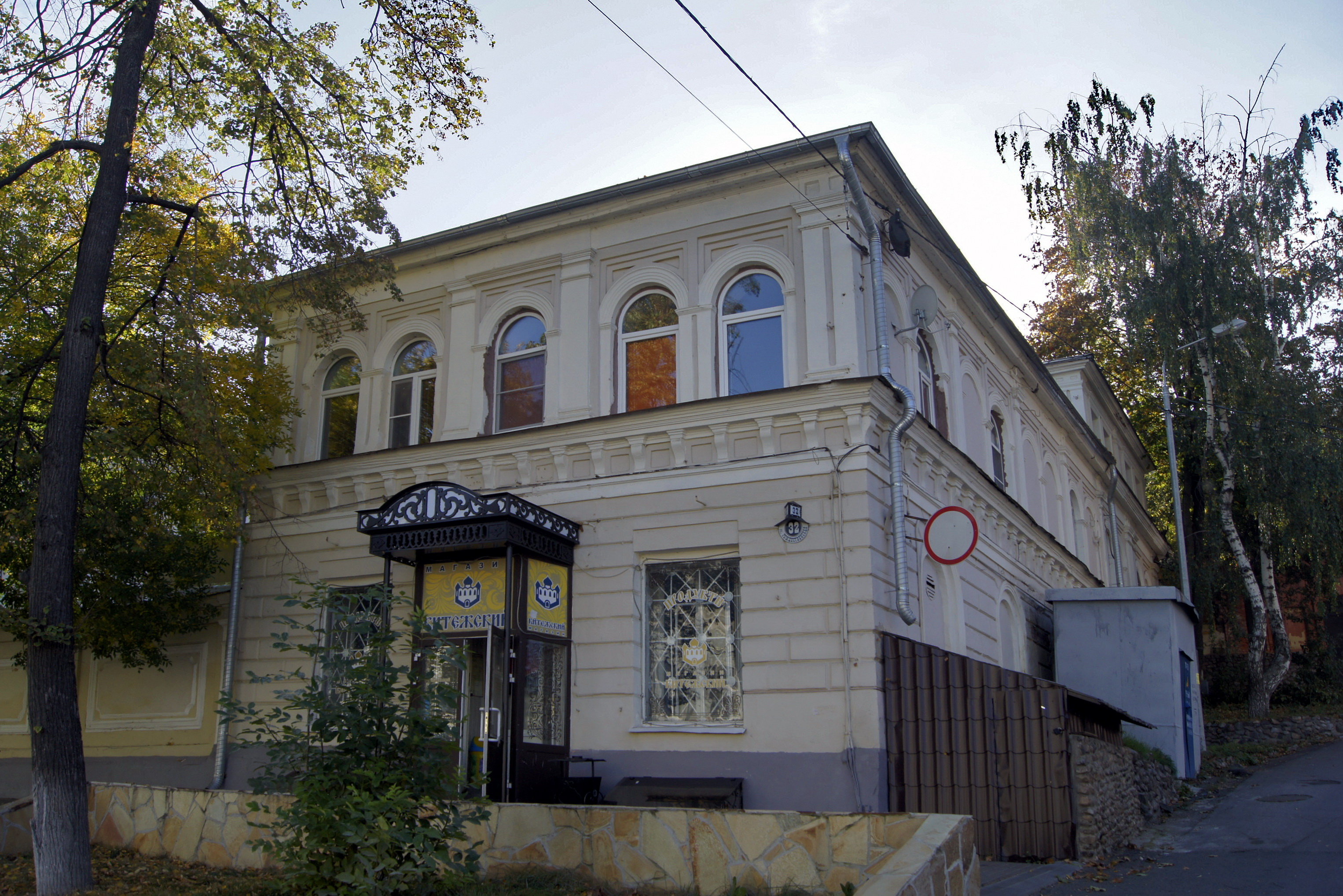
L'annexe.

Plus tard, la propriété est achetée par les marchands Blinov fameux entrepreneurs de Nijni Novgorod. Le frère cadet, Nicolas Blinov, était lié par des liens de famille aux riches marchands Bougrov ayant épousé à la fin des années 1850 Ennafa Bougrova, fille d'Alexandre Petrovitch Bougrov. Les jeunes mariés acquièrent la propriété pour eux. C'est ensuite leur fils Macaire qui en hérite.
Sur les photographies historiques de Maxime Dmitriev montrant l'église de la Nativité et la rue du même nom, l'on se rend compte que l'annexe était donnée en location au début du XXe siècle. D'après les pancartes que l'on discerne, on s'aperçoit qu'une « brasserie Karneïev, Gorchkov et Cie » se trouvait au rez-de-chaussée et au premier il y avait le comptoir de la compagnie de navigation de remorqueurs « Volga-Néva ». Le porche était décoré de stucs représentant l'emblème de la Russie, l'aigle à deux têtes.
Après la révolution d'Octobre, l'ensemble est nationalisé et partagé en appartements communautaires. Un magasin d'alimentation a pendant longtemps occupé le rez-de-chaussée. Le porche d'honneur est démonté sous la période soviétique, les enceintes sont ôtées, et les cheminées détruites ainsi que les anciens communs néogothiques.
Aujourd'hui, le rez-de-chaussée de l'ancienne maison de maître est occupé par le restaurant haut-de-gamme « Narcharab », spécialisé dans la gastronomie de Bakou

## Architecture

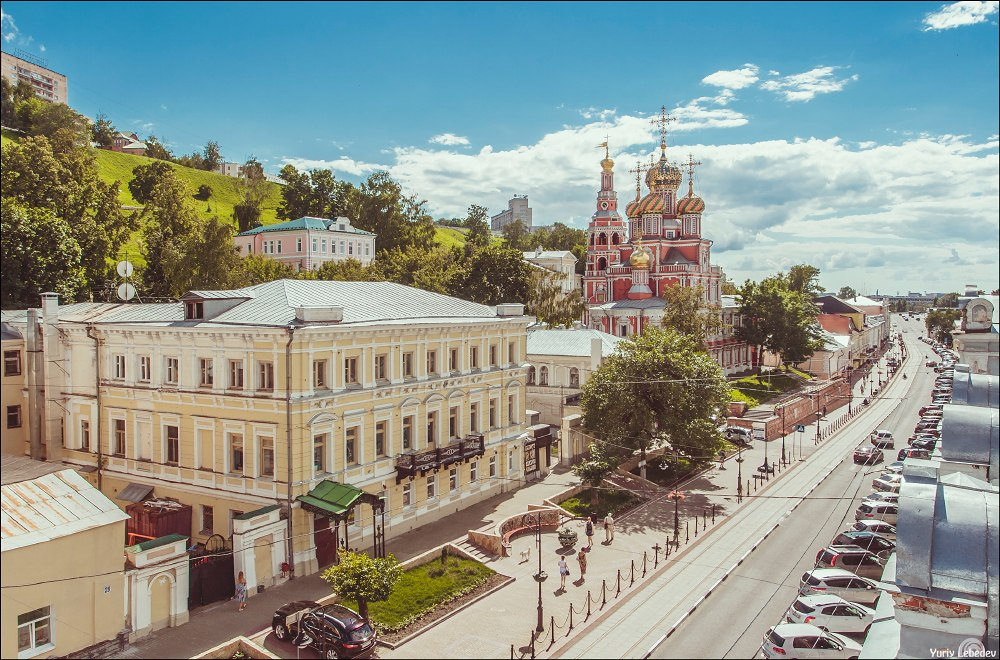
Vue de l'hôtel particulier près de l'église.

La maison de maître à deux étages est de style néoclassique russe et l'annexe de style éclectique académique.